# Kościół Podwyższenia Krzyża Świętego w Hruzdowie
Kościół Podwyższenia Krzyża Świętego w Hruzdowie – kościół parafialny w Hruzdowie na Białorusi. Znajduje się w centrum wsi przy ulicy Leśnej.

## Historia
W 1618 staraniem parafian w Hruzdowie wybudowano drewnianą świątynię. Podczas II wojny światowej spłonął kościół parafialny.
W latach 1999 rozpoczęto przebudowę administracyjnego budynku na kościół parafialny, który został poświęcony przez bp Władysława Blina 28 lipca 2001 roku

## Galeria

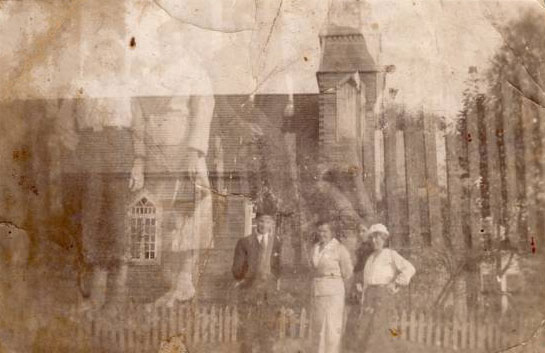
Fasada boczna kościoła w 1930 roku
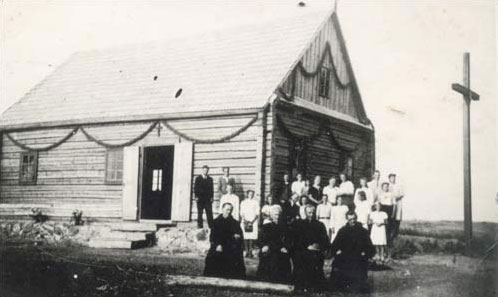
Nowy kościół? przed II wojną światową